# Pujols-sur-Ciron
 Pujols-sur-Ciron  là một xã thuộc tỉnh Gironde trong vùng Nouvelle-Aquitaine tây nam nước Pháp.